# Culture des cafés de Vienne
Ne doit pas être confondu avec café viennois.

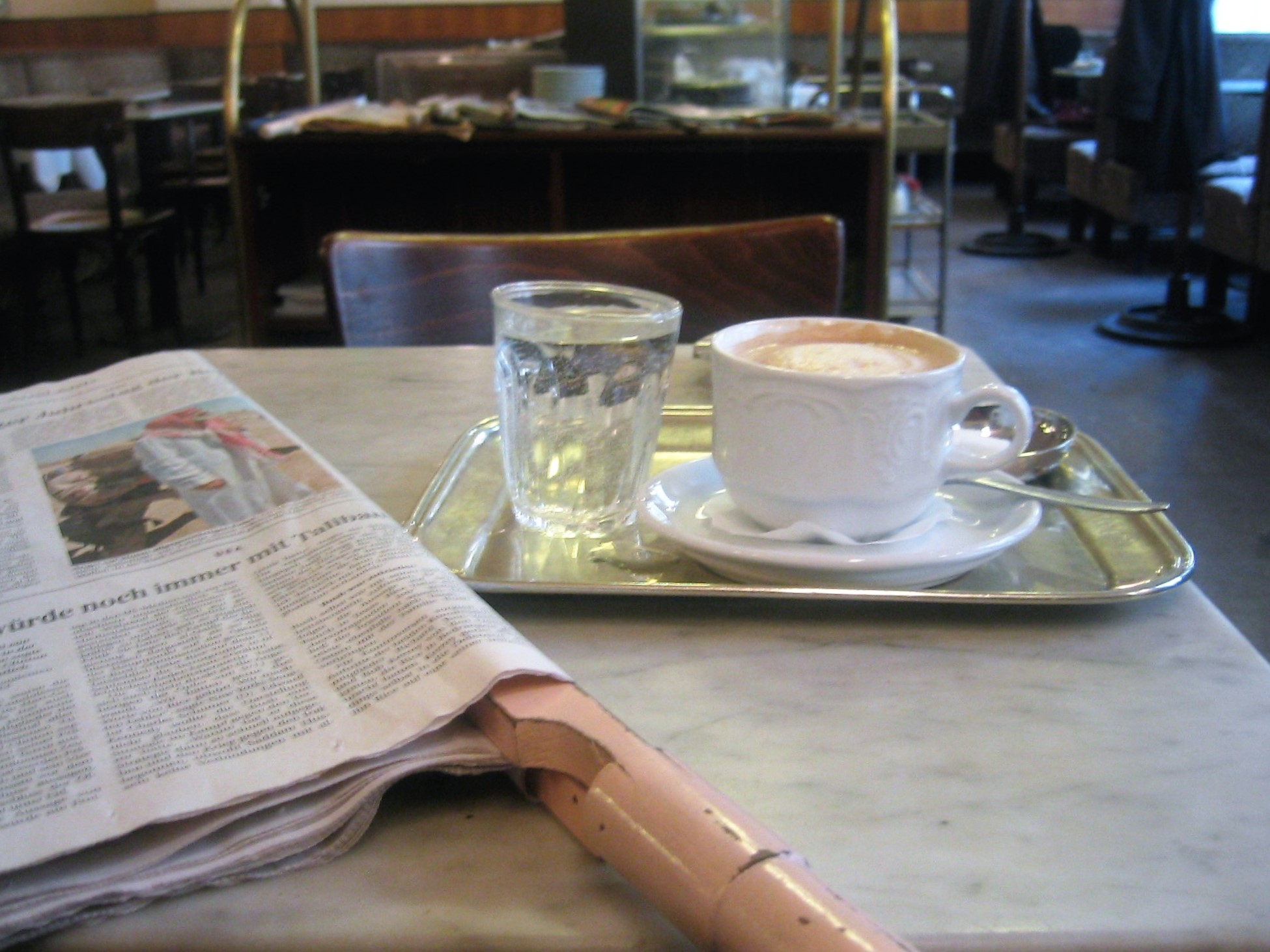
La culture des cafés viennois : un journal et un café, servi avec un verre d’eau

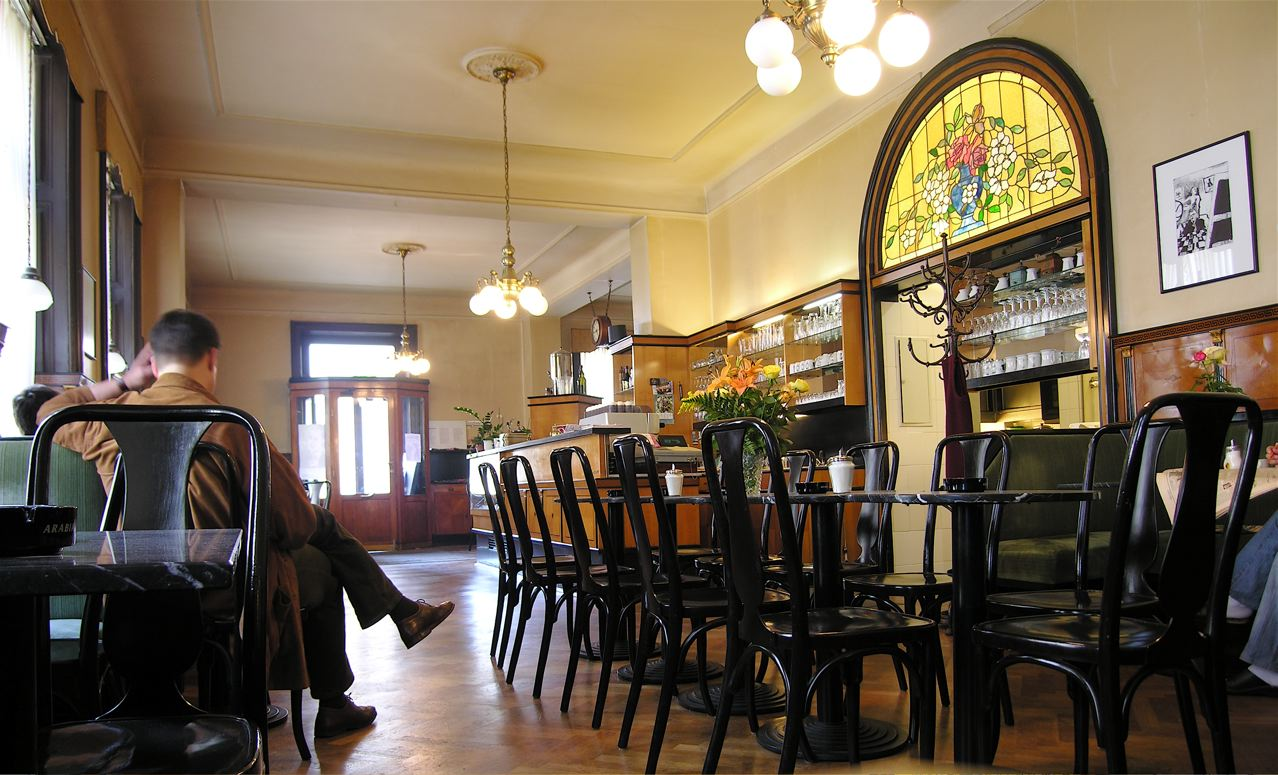
Ambiance paisible des années 1920 au Café Goldegg

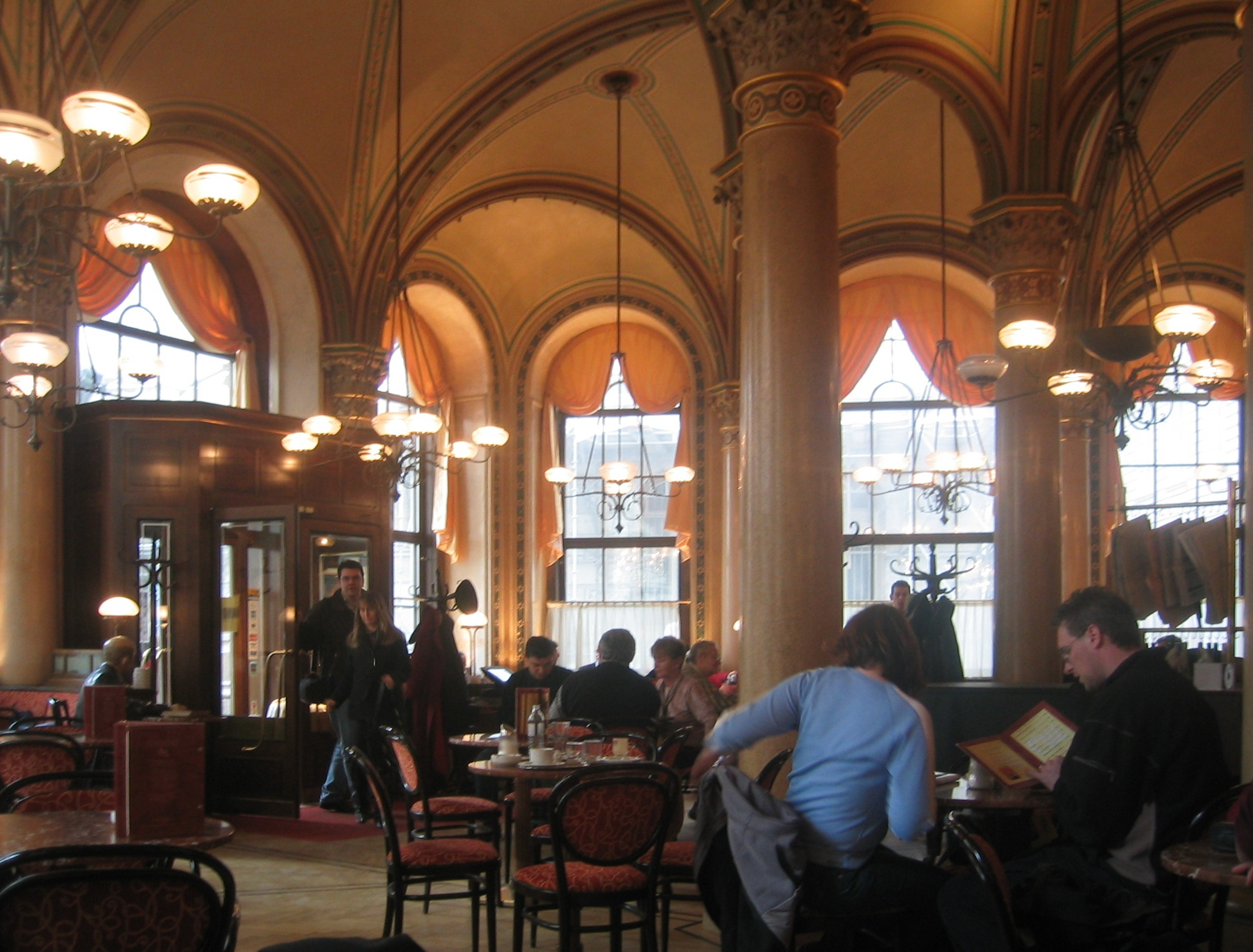
Le Café Central

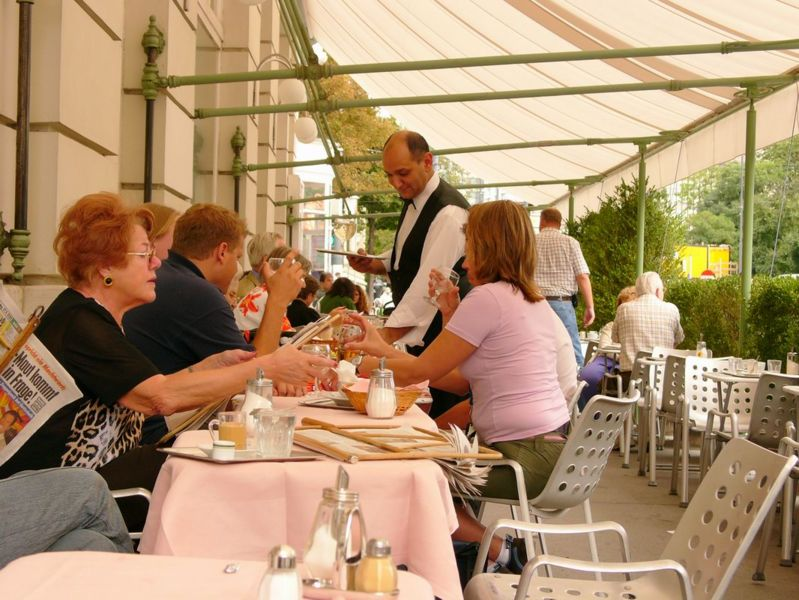
La terrasse du Café Prückel

Les cafés de Vienne – Wiener Kaffeehäuser en allemand – sont une institution gastronomique typiquement viennoise qui reste une des traditions emblématiques de la capitale autrichienne.
La Wiener Kaffeehauskultur (la culture des cafés viennois) a été inscrite à l'inventaire national du patrimoine culturel immatériel autrichien en 2011,,. 

Au sujet de sa jeunesse à Vienne, Stefan Zweig écrit dans ses mémoires Le Monde d'Hier :
« Le Kaffeehaus représente une institution d'un genre particulier, qui ne peut être comparée à aucune autre au monde »

## Particularités
Contrairement à l’usage dans un café normal, un client pouvait parfaitement rester des heures dans les cafés viennois, avec un simple café, à lire en long et en large les journaux à sa disposition. Les écrivains venaient aussi y travailler. Les journaux se trouvaient sur des présentoirs où ils étaient disposés à l'aide de bâtons porte-journal, habituellement en bois. À la fin du XIXe siècle et au début du XXe siècle, les principales figures de la littérature autrichienne échangeaient leurs idées dans différents cafés, mais y venaient également pour écrire, donnant ainsi naissance à la Kaffeehausliteratur (la littérature des cafés).

Paru en 1900, l’Illustrierte Wegweiser durch Wien und Umgebungen (Guide illustré de Vienne et ses environs) donnait au visiteur des informations sur les cafés de Vienne, les définissant ainsi :
« Les cafés jouent un rôle capital dans la vie sociale de Vienne et, dans une moindre mesure, dans son commerce. C’est surtout dans l’après-midi qu’un nombre non négligeable de relations se nouent dans ses établissements. De plus, les cafés d'habitués sont des lieux où se rencontrer et se réunir. »
Le décor typique varie entre une atmosphère chaleureuse et douillette à une plus élégante et minimaliste. Du côté classique, on retrouve les chaises Thonet, de la manufacture Thonet anciennement implantée à Vienne, et des tables de café aux plateaux en marbre. L'un des cafés les mieux préservés est le Café Sperl, qui présente un décor authentique et qui n’a pas été modernisé, mais restauré maintes fois. Le Café Central dans le Palais Ferstel (construit selon les plans de l'architecte Heinrich von Ferstel) occupe depuis sa réouverture en 1975 un hall monumental en style néo-renaissance. Le Café Prückel, lui, conserve fidèlement son décor et son mobilier depuis les années 1950. Le Café Westend fascine avec son authentique charme patiné.
On retrouve souvent devant le café une terrasse appelée le Schanigarten, souvent entouré de jardinières, où il est possible d’observer les passants en sirotant un café en plein air.
Les cafés viennois proposent le plus souvent des petits encas, comme des saucisses et pâtisseries, gâteaux, tartes ou encore les fameuses brioches allemandes Buchteln, comme dans le Café Hawelka. Cependant, certains cafés offrent également une gamme complète de plats viennois ou internationaux.
Dans de nombreux cafés viennois traditionnels, (par exemple, le Café Ritter, le Café Diglas, le Café Central ou le Café Prückel) il est également possible, en soirée certains jours de la semaine, à partir de 18 ou 19 heures, de jouer du piano - parfois également accompagné de programmes thématiques spéciaux et d’autres prestations, telles que des lectures ou échanges de critiques littéraires. À cette exception près, les cafés viennois renoncent habituellement à passer de la musique en fond.
Certains cafés sont réputés pour être ouverts jusqu’à minuit, comme le Café Hawelka et le Café Urania.

## Histoire

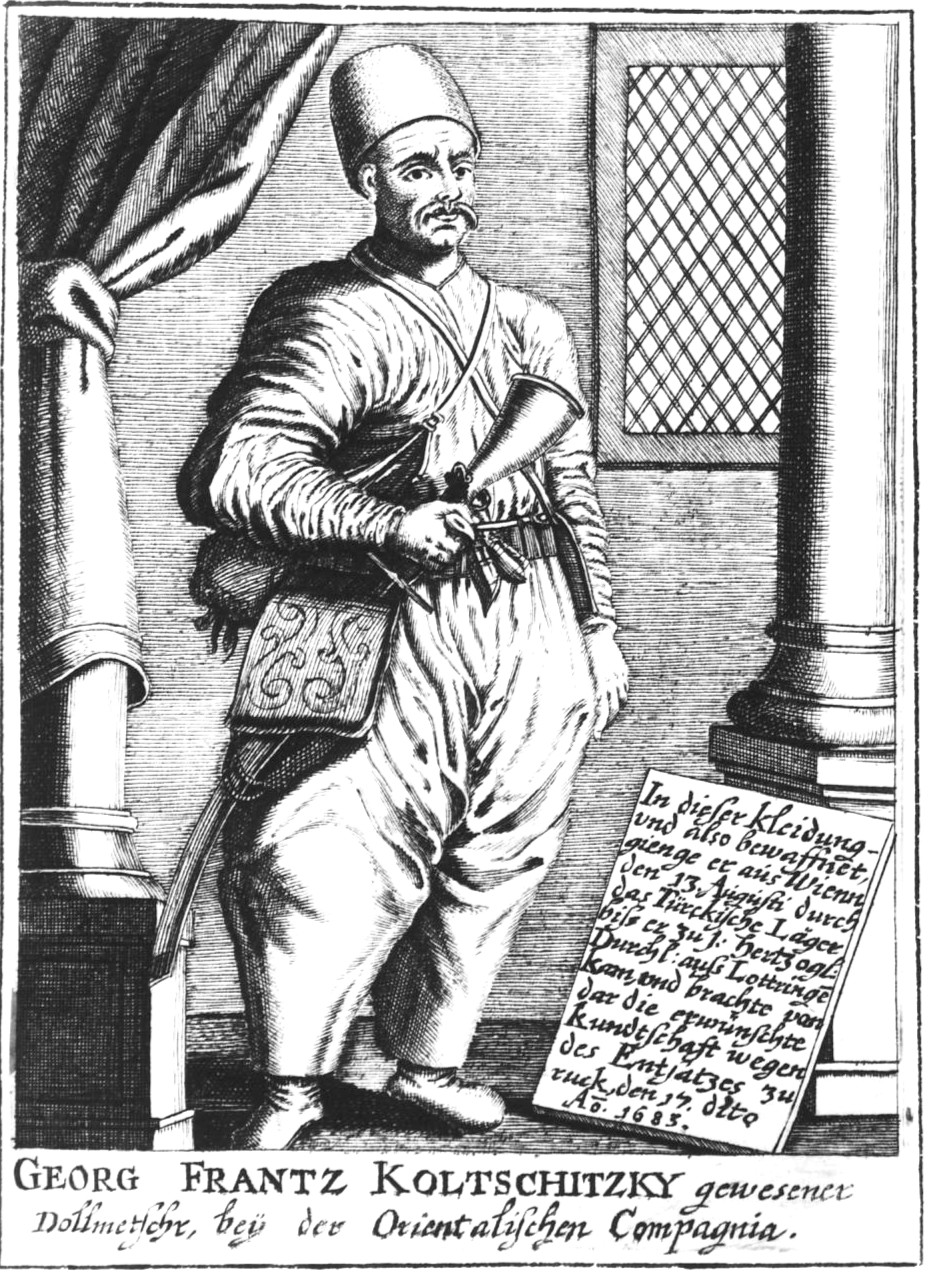
Jerzy Franciszek Kulczycki, père fondateur des cafés viennois selon la légende

La légende veut que les viennois auraient retrouvé, lors de la libération après la fin du second siège turc en 1683, des sacs avec des grains étranges, qu'ils ont d'abord cru être du fourrage pour les chameaux et ont voulu brûler. Le roi Jean III Sobieski les aurait remis à son officier et interprète, Jerzy Franciszek Kulczycki (en). Ce dernier aurait alors pris les sacs et fondé le premier café à Vienne. Cette histoire, cependant, est inventée ; le piariste Gottfried Uhlich l’a publiée en 1783 dans sa chronique Histoire du second siège turc de Vienne, à l’occasion de la commémoration de ses 100 ans.
En fait, l'un des premiers cafés à Vienne date à peu près de cette époque, et a été créé en 1685 par un Arménien du nom de Johannes Théodat (de) ; les Grecs ont plus tard repris le monopole sur le service et la commercialisation du café.
La nouvelle boisson a été bien reçue par la population de Vienne, de sorte que le nombre de cafés a augmenté rapidement. En 1819, la ville en comptait 150, dont 25 en centre-ville. En 1900, il y avait 600 cafés ; les clients y étaient presque exclusivement des hommes. À l’époque, les cafés viennois étaient des lieux de rencontre comportant aussi des salons de jeux et fumoirs. L’accès aux femmes était toutefois autorisé quand celles-ci étaient accompagnées par des hommes. Lorsque les cafés viennois n’en étaient qu’à leurs débuts, les variantes de café ne portaient généralement pas de nom. Selon une anecdote de Friedrich Torberg, un serveur de café devait présenter au client une palette de couleurs, où la force du café y était présentée en dégradés de couleurs allant du noir au blanc laiteux. Le client pouvait ensuite choisir en indiquant la couleur désirée.

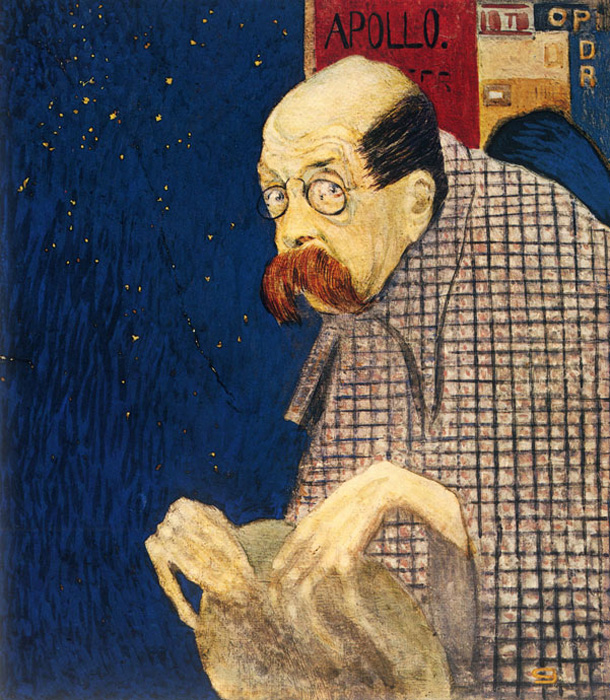
Peter Altenberg, 1909

Les cafés viennois ont connu leur apogée entre la fin du XIXe siècle et le début du XXe siècle. Ils étaient les lieux de prédilection pour vivre et travailler des Kaffeehausliteraten, ou “hommes de lettres des cafés”, y compris Peter Altenberg, Arthur Schnitzler, Hugo von Hofmannsthal, Alfred Polgar, Karl Kraus, Stefan Zweig, Hermann Broch ou encore Friedrich Torberg. De nombreux artistes, savants, hommes politiques ainsi que des professionnels d'autres domaines, tels Egon Schiele, Gustav Klimt, Oskar Kokoschka, Adolf Loos, Theodor Herzl, Siegfried Marcus ou même Léon Trotski, étaient des habitués de ces cafés. Prague, Budapest, Lviv, Trieste et d'autres grandes villes de l'Autriche-Hongrie comptaient également beaucoup de cafés selon le modèle viennois, dont certains existent encore aujourd'hui.
« Le Kaffeehaus représente une institution d'un genre particulier, qui ne peut être comparée à aucune autre au monde. C’est en fait une sorte de club démocratique ouvert à tous pour le prix abordable d’une tasse de café où chacun peut s’asseoir pendant des heures, discuter, écrire, jouer aux cartes, s’occuper de son courrier et surtout consulter un nombre illimité de journaux et de magazines. Chaque jour, nous étions assis pendant des heures, et rien ne nous échappait. »
- Stefan Zweig
À partir de 1950, le déclin des cafés viennois traditionnels a commencé lorsque certains des plus célèbres ont dû fermer, à cause de l'évolution des loisirs (notamment la popularité croissante de la télévision) et l'émergence de bars à expresso modernes. Sur la Ringstrasse à Vienne, des 15 cafés présents durant l’âge d'or de la culture des cafés avant la Première Guerre mondiale, seulement quatre environ subsistaient encore en 2014. Trois d’entre eux sont les mêmes et conservent leur nom, un autre a été renommé d’après l'hôtel adjacent et un autre est devenu le nouveau "lounge" d'un hôtel. Néanmoins, il y existe encore aujourd’hui un certain nombre de cafés viennois typiques qui conservent leur charme d'origine. Depuis les années 1990, on observe généralement un regain d'intérêt  pour la culture et les traditions des cafés viennois.

## Les cafés littéraires

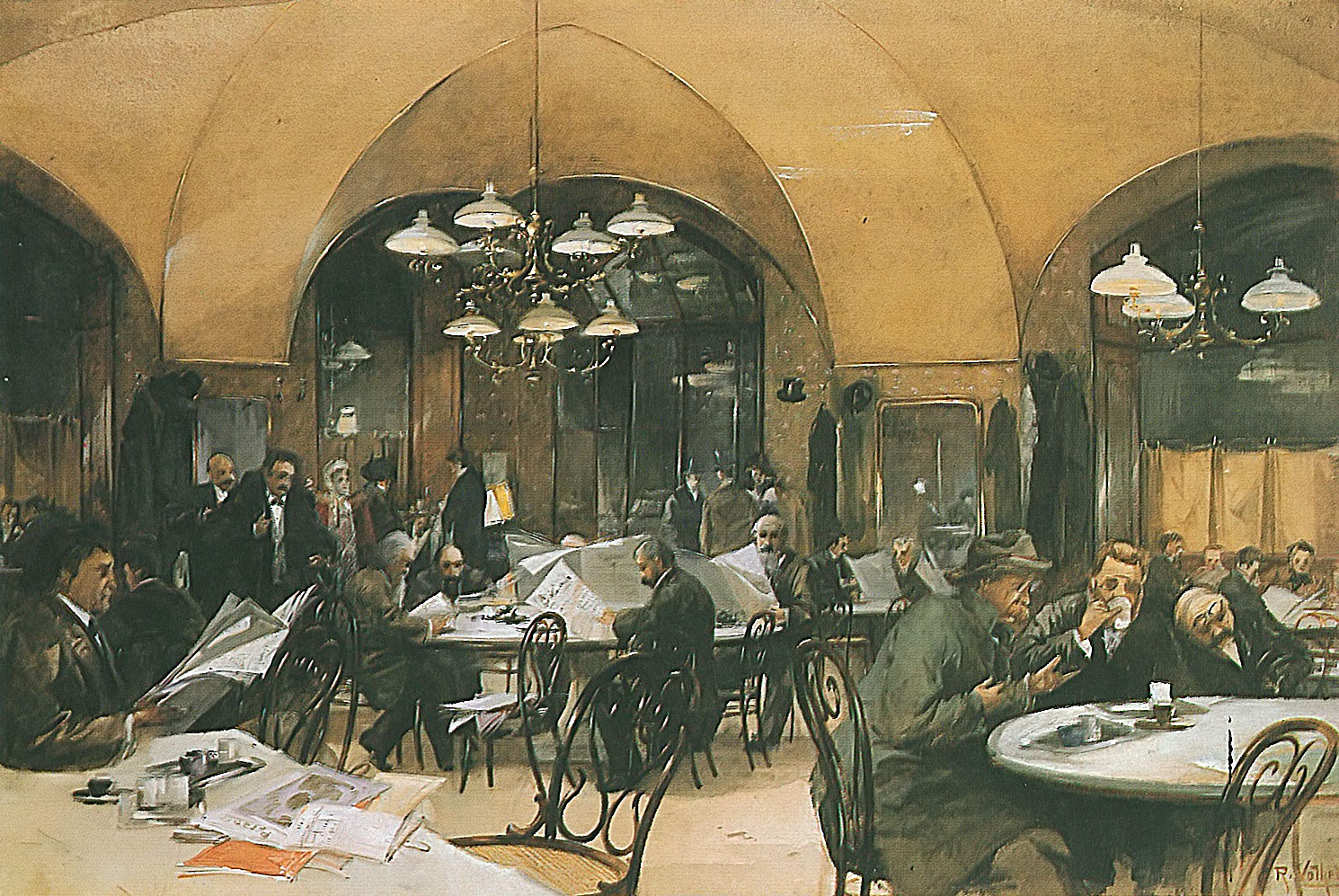
Le Café Griensteidl, 1896

À chaque époque correspond indubitablement la prééminence d'un café, par exemple le Café Griensteidl, où se sont réunis d’environ 1890 à l'époque de la Fin-de-siècle les représentants de la « Jeune Vienne » : Arthur Schnitzler, Hugo von Hofmannsthal, Richard Beer-Hofmann, Hermann Bahr et Felix Salten. Parmi les cafés littéraires, on peut également compter à partir de 1899 le Café Museum, avec son décor bien connu et conçu par Adolf Loos. Les peintres Gustav Klimt, Egon Schiele et Oskar Kokoschka, les écrivains Joseph Roth, Karl Kraus, Georg Trakl, Elias Canetti, Hermann Broch, Robert Musil et Leo Perutz, les compositeurs Alban Berg, Franz Lehár et Oscar Straus et les architectes Otto Wagner et Adolf Loos étaient parmi les habitués de ce café. Après la démolition du Café Griensteidl, le Café Central a pris le relève jusqu'à la fin de la Première Guerre mondiale, avec ses habitués Karl Kraus, Peter Altenberg, Egon Friedell, Oskar Kokoschka, Alfred Polgar et Léon Trotski.
Il a été remplacé par le Café Herrenhof, qui a ouvert après la Première Guerre mondiale. Parmi ses habitués on compte notamment Hermann Broch, Robert Musil, Franz Werfel, Leo Perutz ainsi que Joseph Roth et Otto Soyka. Après la Seconde Guerre mondiale, il a survécu tant bien que mal, avant de fermer provisoirement en 1960. En 1967, il a été transformé en un établissement similaire à un bar à expresso, mais a fermé définitivement ses portes le 30 juin 2006. Depuis 1961, le Café Hawelka est la plaque tournante de la communauté et de la vie artistique - cependant toujours en concurrence avec d'autres cafés comme le Café Museum, le Café Imperial et les nombreuses maisons moins célèbres. Dans ces établissements, on tombe toujours sur les noms des artistes, poètes et écrivains qui s’y fréquentaient. Malgré les changements de génération, la tradition, qui n’était en aucune manière limitée à Vienne, n’a jamais cessé d’être maintenue. Un bon nombre de « centralistes » étaient originaires de Bohême, beaucoup des habitués du Herrenhof de Prague, où ils avaient déjà fréquenté le Café Arco de Franz Kafka avant 1918.

## La préparation du café

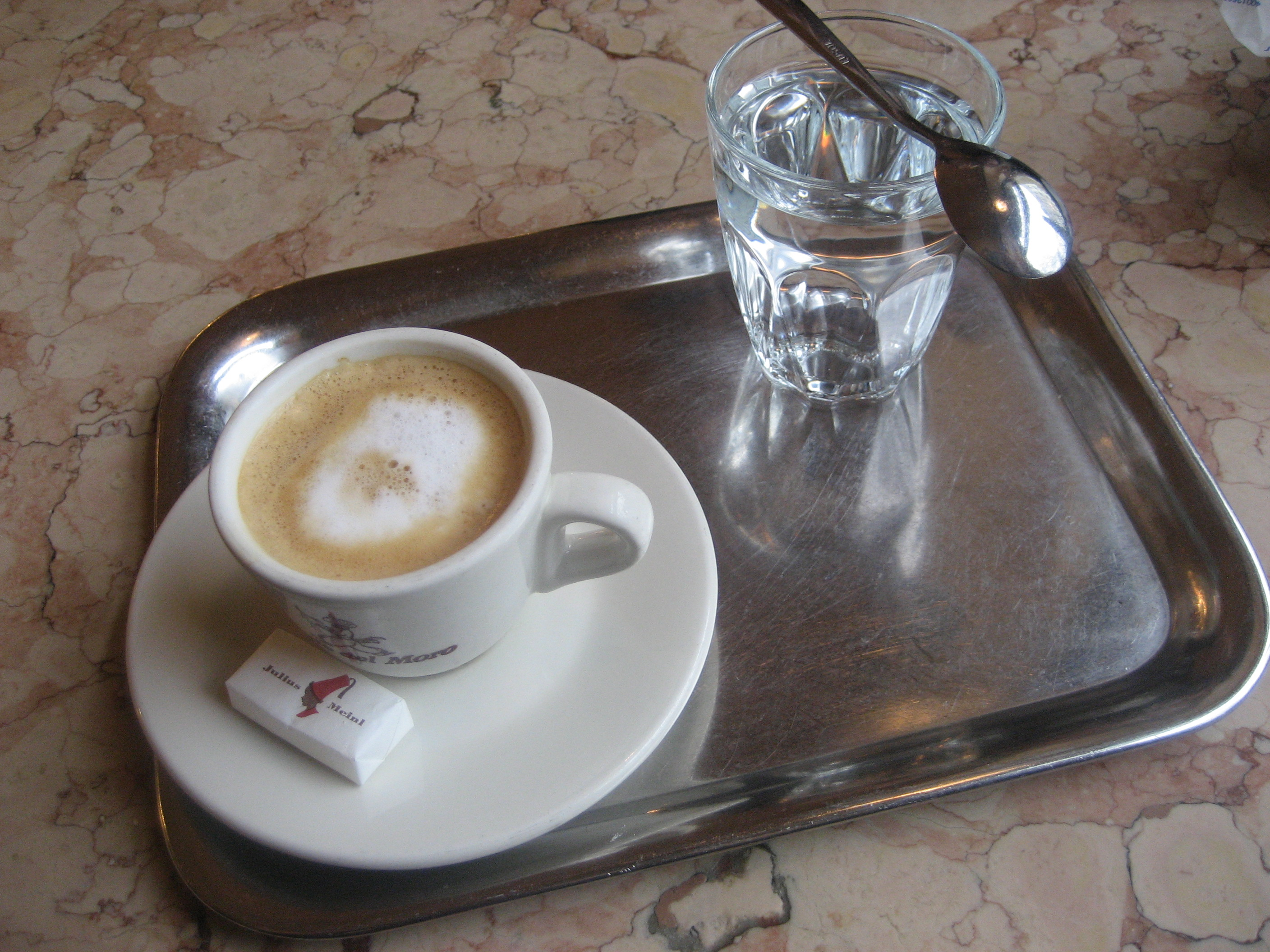
« Kleiner Brauner » ou café noisette avec son plateau typique du café viennois.

« A Vienne, presque toutes les cafés ont leurs propres mélanges de café composés de différentes sortes de café, mélanges que chaque cafétier viennois défend naturellement en tant que « secret de la maison ». Partout à Vienne, le café se prépare par décoction et non par percolation. Une quantité précise de café très finement moulu (entre 80 et 100 grammes au litre) est ajoutée à de l’eau bouillante, remué à la cuillère, porté à ébullition plusieursfois, et aspiré très lentement à l’aide d’une sorte de seringue. Souvent, du jaune d’œuf moussé à l’aide d’eau sous pression est ajouté au café afin de le clarifier. Le café pur prélevé conserve ensuite sa chaleur à l’aide de pots de café en porcelaine bien refermés plongés au bain marie. »
– F. J. Beutel: Die modernen Getränke – 1212 Rezepte mit 68 Abbildungen (Boissons modernes – 1212 recettes avec 68 illustrations), Heinrich Killinger Kochkunstverlag, Leipzig et Nordhausen, 2. édition, non daté (environ 1925).
Le terme de Kaffeesieder (cuiseur de café) qui s’appliquait aux cafetiers du monde germanophone est dérive de la préparation du café. Le bal traditionnel de leur association professionnelle à Vienne, le Kaffeesiederball  est devenu l’un des évènements phares de la saison des bals viennois, et ce depuis la première en 1956. 
Le café était également préparé par percolation à Vienne, mais était alors appelé Karlsbader, d’après le type de cafetière à percolation nécessaire à ce procédé, nommé Karlsbader-Kanne . 
Environ 50 différentes boissons à base de café font partie des traditions anciennes des cafés viennois, servis dans des tasses de diverses ou des verres particuliers, variant l’ajout ou l’absence de sucre, crème, crème chantilly, lait, mousse de lait, lait coagulé et d’alcools, ainsi que l’ordre ou la stratification des ingrédients.

## Cafés viennois connus

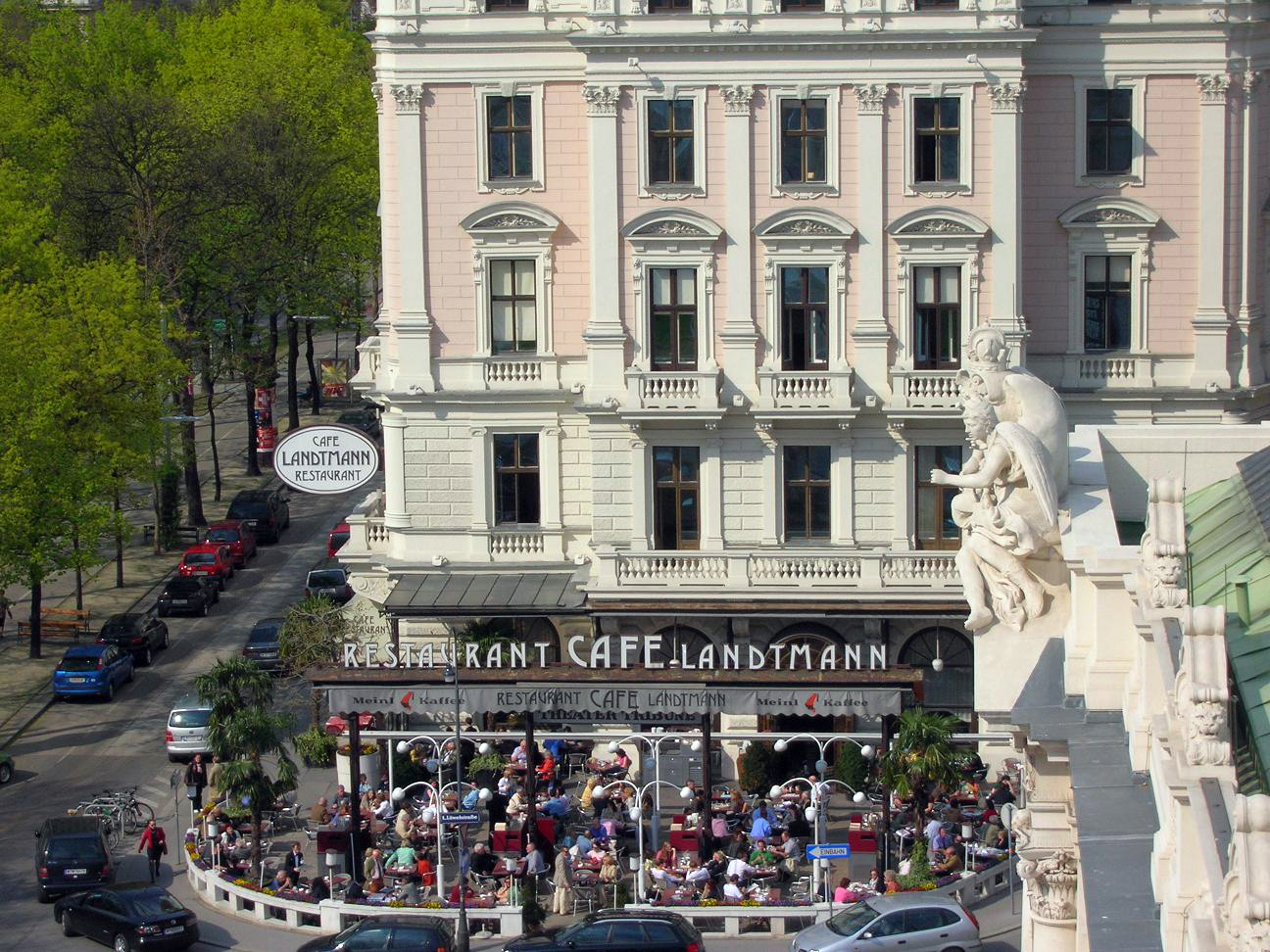
Café Landtmann

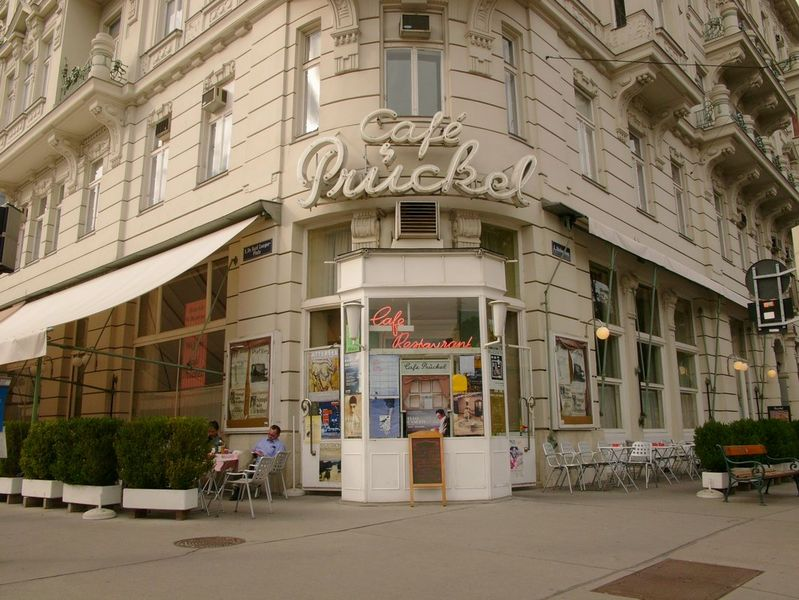
Café Prückel

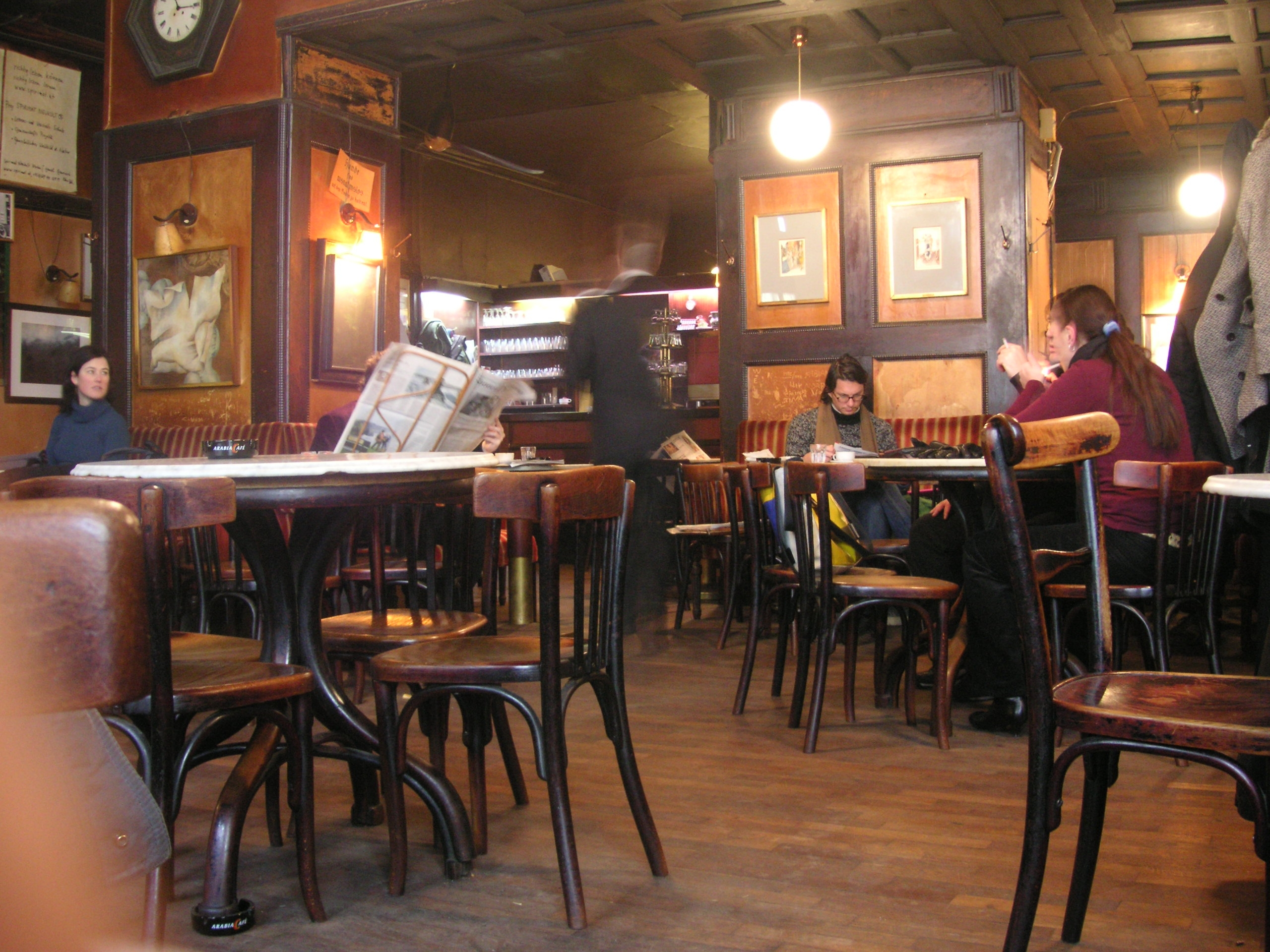
Café Hawelka

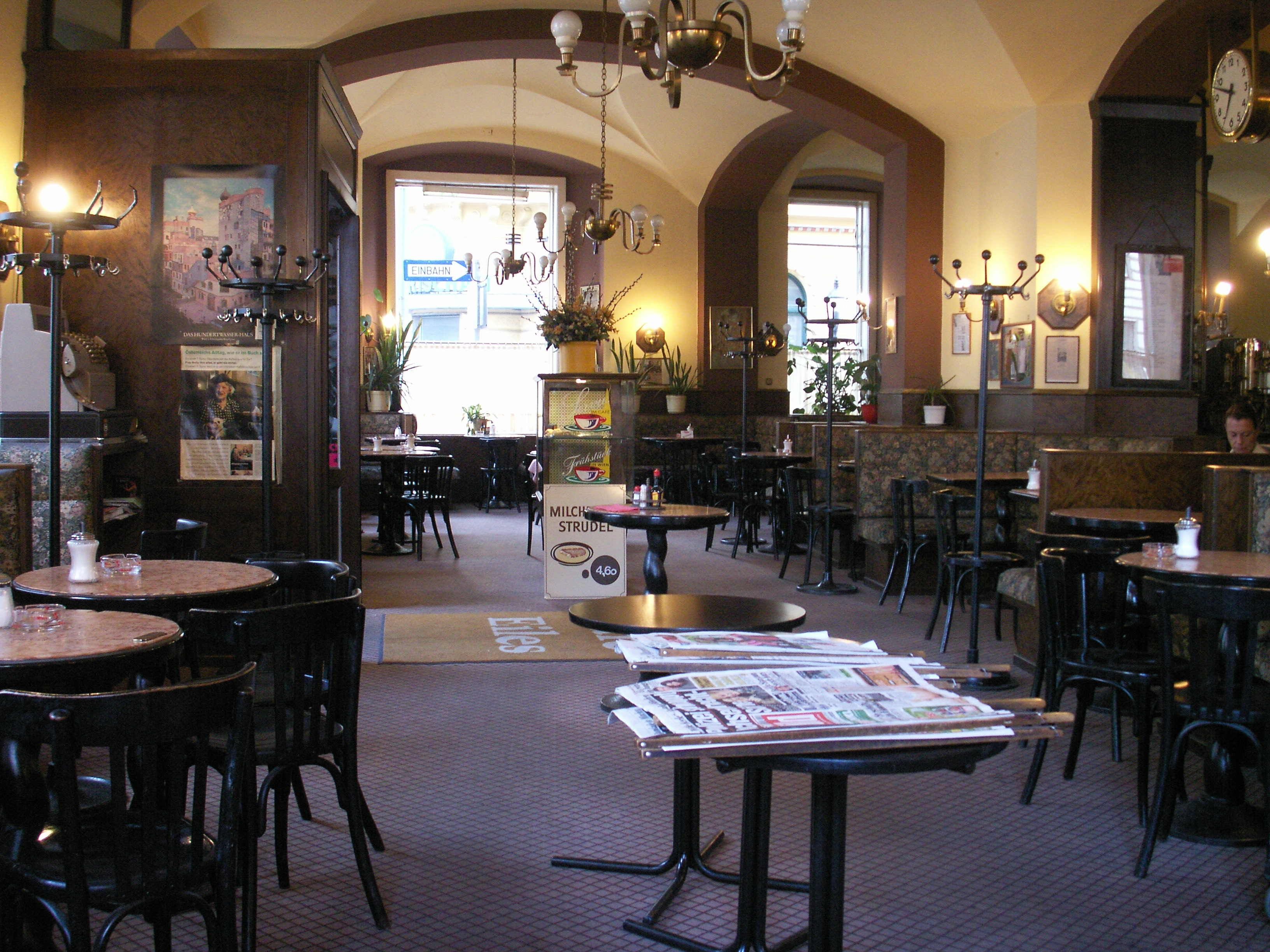
Café Eiles

À Vienne, il y a plus de 1 100 cafés de toutes sortes, presque 1 000 bars à expresso et plus de 200 cafés-pâtisseries. Voici une liste des établissements les plus réputés, conservant pour certains le décor original :

### Dans 1erBezirk(arrondissement du centre-ville)
- Kaffee Alt Wien, Bäckerstraße
- Café Bellaria, Bellariastraße
- Café Bräunerhof, Stallburggasse
- Café Central, dans le Palais Ferstel, Herrengasse
- Café Demel, Kohlmarkt, pâtissier royal et impérial depuis 1786
- Café Diglas'', Wollzeile
- Café Frauenhuber, Himmelpfortgasse – parmi les plus anciens cafés de Vienne (depuis 1824)
- Café Griensteidl'', Michaelerplatz – 1990 rouvert en 1990 à l’endroit du Café Griensteidl (1847 - 1897), lieu riche en traditions
- Café Hawelka, Dorotheergasse
- Café Heiner, fondé en 1840 ; pâtissier royal et impérial
- Café Herrenhof, Herrengasse – immortalisé dans Die Tante Jolesch par l'homme de lettres des cafés Friedrich Torberg, local converti en 1967, fermeture en 2006
- Café Hofburg, Hofburg – dans la cour intérieure du château
- Café Imperial, dans l'Hotel Imperial, Kärntner Ring
- Café Korb, Brandstätte
- Café Landtmann, Universitätsring
- Café Ministerium, Stubenring
- Café Museum, Operngasse – le décor d’origine a été imaginé par Adolf Loos
- Café Mozart (Wien), Albertinaplatz
- Café Prückel, Stubenring (Ecke Dr.-Karl-Lueger-Platz)
- Café Sacher, Dans l'Hotel Sacher, derrière l’opéra, réputé également en raison de la Sachertorte
- Café Schwarzenberg, Kärntner Ring (Schwarzenbergplatz)
- Café Tirolerhof, Führichgasse

### Dans d’autresBezirke
- Café Dommayer, 13e Bezirk, Dommayergasse/Johann-Strauß-Platz
- Café Eiles, 8e Bezirk, Josefstädter Straße
- Café Falk, 22e Bezirk, Wagramer Straße
- Café Goldegg, 4e Bezirk, Argentinierstraße
- Café Hummel, 8e Bezirk, Josefstädter Straße
- Café Residenz, 13e Bezirk, Schloss Schönbrunn
- Café Ritter, 6e Bezirk, Mariahilfer Straße
- Café Rüdigerhof, 5e Bezirk, Hamburgerstraße, Jugendstilcafé anno 1902
- Café Schopenhauer, 18e Bezirk, Staudgasse
- Café Sperl, 6e Bezirk, Gumpendorfer Straße
- Kaffee Urania, 3e Bezirk, Radetzkystraße
- Café Weidinger, 16e Bezirkk, Gablenzgasse/Gürtel
- Café Weimar, 9e Bezirk, Währinger Straße
- Café Westend, 7e Bezirk, Mariahilfer Straße
- Café Wortner, 4e Bezirk, Wiedner Hauptstraße
- Café Wunderer, 14e Bezirk, Hadikgasse
- Café Zartl, 3e Bezirk, Rasumofskygasse
- Café Jelinek, 6e Bezirk, Otto-Bauer-Gasse